# NGC 6863
NGC 6863 ist ein Asterismus im Sternbild Aquila. Er wurde am 25. Juli 1827 von John Herschel bei einer Beobachtung mit einem 18-Zoll-Spiegelteleskop entdeckt.